# Història de Pi
|  | Aquest article és sobre la novel·la de Yann Martel. Per la pel·lícula basada en la novel·la i dirigida per Ang Lee, vegeu La vida de Pi (pel·lícula). |

Història de Pi és una novel·la d'aventures de fantasia escrita pel canadenc Yann Martel, publicada el 2001. El protagonista, Piscine Molitor "Pi" Patel, un noi tàmil de Pondicherry, explora els temes de l'espiritualitat i el sentit pràctic de la religió des de molt jove. Sobreviu 227 dies a la deriva després del naufragi d'un vaixell a l'oceà Pacífic amb un tigre de Bengala anomenat Richard Parker.
La novel·la, que ha venut més de deu milions de còpies a tot el món, va ser rebutjada per almenys cinc cases editorials de Londres, abans de ser acceptada per Knopf Canadà, que la va publicar el setembre de 2001. L'edició del Regne Unit va guanyar el premi Man Booker per a la ficció de l'any següent. La traducció al francès, l'histoire de Pi, va ser triat en la versió francesa del concurs, Le combat des livres. La novel·la va guanyar el premi 2003 Boeke, un premi de novel·la sud-africana. El 2004, va guanyar el Premi Iberoamericà d'Àsia / Pacífic de Literatura de Ficció Millor Adult anys 2001-2003. El 2012 va ser adaptat en una pel·lícula teatral dirigida per Ang Lee, amb un guió de David Magee.

## Argument
La història de Pi està dividit en tres seccions. A la primera secció, el personatge principal, Pi recorda la seva infància. Va ser anomenat Piscine Molitor Patel per l'afició d'un amic del seu pare a les piscines. Ell canvia el seu nom pel de "Pi", quan comença l'institut, perquè està cansat de ser objecte de burla amb el sobrenom de "Pis". El seu pare és propietari d'un zoològic a Pondicherry, fet que comporta un estil de vida relativament acomodat i una certa comprensió de la psicologia animal.
Pi s'introdueix a l'hinduisme, amb només 14 anys, i més tard s'exposa al cristianisme i l'islam, i comença a seguir les tres religions, ja que "només vol estimar Déu". La seva forma de veure la religió és tractant d'entendre a Déu a través de la lent de cada religió i arribar a reconèixer els beneficis de cada una.
Finalment, la seva família decideix vendre el seu zoològic per una disputa de terres amb el govern. En la segona part de la novel·la, la família d'en Pi s'embarca en un vaixell de càrrega japonès per tal de portar alguns dels animals del seu zoo fins al Canadà, però després d'uns dies a altamar, el vaixell sucumbeix a una tempesta i naufraga, el que resulta en la mort de la seva família. Durant la tempesta, en Pi s'escapa en un petit bot salvavides amb una hiena tacada, una zebra ferida, i un orangutan.
Tot i que en Pi s'esforça per sobreviure entre els animals, la hiena mata la zebra i l'orangutan. En aquest punt, es descobreix que un tigre de Bengala anomenat Richard Parker s'havia amagat sota la lona del vaixell, i aquest mata i es menja a la hiena. Espantat, Pi construeix una petita barqueta amb flotadors i cordes, per tal de no estar dins la barqueta. En Pi comença a pescar i dessalinitzar aigua, però sempre corrent el perill de ser devorat per en Richard Parker. Finalment, Richard Parker aprèn a tolerar la presència de Pi i tots dos viuen al vaixell.
Pi relata diversos esdeveniments mentre està a la deriva, incloent el descobriment d'una illa d'algues carnívores habitada per alguns suricata. Després de 227 dies, el bot salvavides arriba a la costa de Mèxic i Richard Parker immediatament s'escapa a la selva propera.
A la tercera part de la novel·la, dos funcionaris del Ministeri japonès de Transport parlen amb en Pi per determinar els motius de l'enfonsament del vaixell. En aquest moment, es descobreix que la història dels animals és falsa, i se n'explica la vertadera, en la qual en Pi estava a la deriva en un bot salvavides amb la seva mare, un mariner amb una cama trencada, i el cuiner del vaixell. El cuiner mata la mare i el mariner, per tal d'utilitzar la seva carn com a esquer i aliment. Pi, al seu torn, acaba matant el cuiner. Finalment es descobreix que l'orangutan representa la seva mare, la zebra representa el mariner, la hiena representa el cuiner, i Pi és Richard Parker (el tigre).
Després de donar tota la informació rellevant, Pi pregunta quina de les dues històries prefereixen. Atès que els funcionaris no poden demostrar que la història és veritable i no és rellevant per les raons del naufragi, trien la història amb els animals. Pi els agraeix i diu, "el mateix passa amb Déu".

## Personatges principals
Piscine Molitor "Pi" Patel
Piscine Molitor "Pi" Patel és el narrador i el protagonista de la novel·la. El seu nom ve d'una piscina de París, malgrat que ni a ell ni al seu pare els agrada especialment la natació. Explica la història com una narració des de la perspectiva d'un noi de mitjana edat, ara casat i amb la seva pròpia família, i que viu al Canadà. En el moment dels esdeveniments principals de la història, ell té setze anys. Relata la història de la seva vida i dels seus 227 dies de viatge en un bot salvavides quan el seu vaixell s'enfonsa al mig de l'Oceà Pacífic.
Richard Parker

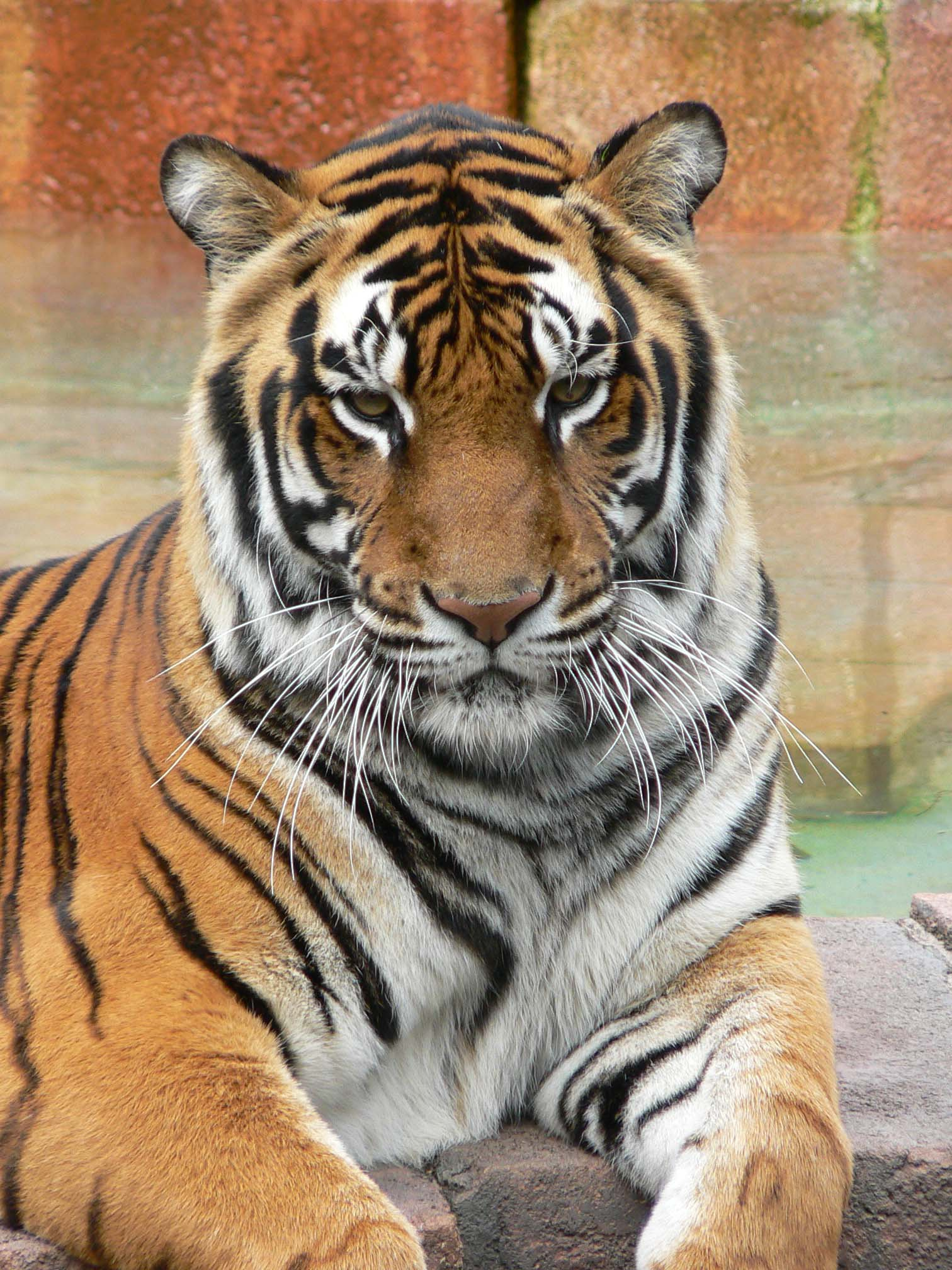
Un tigre de Bengala

Richard Parker és un tigre de Bengala que queda atrapat en el bot salvavides de Pi, quan el vaixell s'enfonsa. Richard Parker viu en el bot salvavides amb Pi i es manté viu amb el menjar i l'aigua que Pi li ofereix. Richard Parker desenvolupa una relació amb Pi, que els permet coexistir en la seva lluita.
A la novel·la, s'explica la història d'un caçador que va capturar a un tigre, i que es deia Richard Parker. Tenia la intenció de nomenar el tigre "Assedegat", perquè havia begut molt. " Pi i el seu pare va trobar la història tan divertida, que va mantenir el nom pel tigre, que vivia al zoològic.
Martel anomena el tigre "Richard Parker" per un personatge de la novel·la d'aventura nàutica Edgar Allan Poe, Les aventures Arthur Gordon Pym (1838). Tot i això, ell sabia d'altra gent anomenada Richard Parker, dos d'ells relacionats amb els contes de naufragi i canibalisme. Aquests contes no eren rars en els segles xviii i xix. Exemples inclouen els següents:
- El setembre de 1835, el vaixell Francis Spaight naufraga a l'Atlàntic nord. Els supervivents del naufragi eren coneguts per haver practicat canibalisme per poder sobreviure.
- El gener de 1846, un segon vaixell anomenat "Francis Spaight" es va enfonsar, i un dels seus mariners es deia Richard Parker.
- El 1884, 46 anys després de la publicació de la novel·la de Poe, hi ha un naufragi en circumstàncies similars a les del seu llibre. El capità Tom Dudley i tres mariners es van quedar en un bot a l'Oceà Pacífic. Ells creien que no tenien més remei que menjar carn humana per sobreviure. La víctima era un grumet de 17 anys, de nom Richard Parker.